# Sankt Knuds Vej
Sankt Knuds Vej er en vej i Frederiksberg Kommune mellem Sankt Jørgens Sø og H.C. Ørsteds Vej. Den er opkaldt efter den danske helgenkonge Knud den Hellige. Navnet blev foreslået af en grundejer.

## Historie
Sankt Knuds Vej (tidl. Sanct Knuds Vej) blev anlagt omkring 1867-1868 og var en af de første danske villaveje. Karakteristisk for hustypen i det nye kvarter var asymmetrien og inspirationen fra rustikke italienske landhuse. Kvarteret hed "Willakvarteret" eller "Frederiksberg Villakvarter" i tiden omkring 1870 til 1890. Vejen blev anlagt nogenlunde samtidig med Platanvej, Niels Ebbesens Vej og Bernstorffsvej (nu Danasvej). I 1870 kom Alhambravej og Hauchsvej til, og i 1872 blev H.C. Ørsteds Vej ført igennem til Nørrebro.
I 1907 blev Sankt Knuds-værket opført af Frederiksberg Sporvejs & Elektricitets Aktieselskab.  Filmselskabet "Industrifilmen", der lå i nr. 22, var en filmfabrik, hvor der dels blev produceret og dels blev fremkaldt og kopieret film. Selskabet specialiserede sig desuden i optagelser af film i flere forskellige genrer. Det var bl.a. Storm P., der stod for produktionen af tegnefilmene. 

## Likvideringen
Søfyrbøder Henrik Christiansen  (1. august 1916 – 8. december 1944) blev henrettet som stikker under besættelsen. Likvideringens berettigelse var yderst tvivlsom, jfr. Frode Jakobsens udtalelse om drabsmændene Geisler og Lyhne i forbindelse med drabet på Jane Horney - at de "ikke var nogen, man (dvs. modstandsbevægelsen) ønskede at have med". I oktober 1947 greb Jakobsen ind, da Lyhne (som i maj samme år var idømt tre måneders fængsel for dokumentfalsk) overfor politiet i Helsingborg erkendte at have været delagtig i drabet på Horney. 
Den 8. december 1944 blev Christiansen likvideret på hjørnet af Sankt Knuds Vej og Niels Ebbesens Vej af Sven Aage Geisler (kaldet "Store Bjørn") og Ingolf Asbjørn Lyhne (kaldet "Lille Bjørn"). Bag på hans frakke var med en sikkerhedsnål påhæftet en seddel med teksten "han arbejdede for tyskerne". I en sagsmappe i Ministeriet for særlige Anliggender anføres, at Christiansen "tilstod"; men intet er oplyst om, hvad han angiveligt havde tilstået. 

## Beboere på Sankt Knuds Vej
Olaf Fønss (1882-1949) var en dansk skuespiller, filminstruktør, filmproducer, filmcensor, og en af Danmarks og Tysklands største stumfilmstjerne. Han boede på Sankt Knuds Vej nr. 26 fra 1930-1937
Vilhelm Thomsen (1842-1927) var professor og sprogforsker og blev den første borgerlige modtager af elefantridderordenen i 1900-tallet. Han flyttede til vejen i april 1906.
Aage Stentoft (1914-1990) var en dansk komponist og teaterdirektør. Han er primært kendt for sine mange revyviser – i alt skrev han over 700 melodier, hvoraf mange stadig er populære i dag. Han boede på Sankt Knuds Vej nr 26 fra 1975-1980, hvorfra han drev Tivoliteatret, som arrangerede Tivolirevyen med bl.a. Dirch Passer.
55°40′37.45″N 12°32′57.34″Ø / 55.6770694°N 12.5492611°Ø